# Марек Вадас
Ма́рек Ва́дас (словац. Marek Vadas, нар. 27 травня 1971, Кошиці, ЧССР) — сучасний словацький письменник, що пише для дітей, також відомий мандрівник по Африці, зокрема в Камерун; досвід африканських мандрівок автор використовує у своїй літературній і громадській діяльності. 

## Твори
- Malý román (1994)
- Univerzita (spoluautor Eman Erdélyi, 1996)
- Diabol pod čapicou (spoluautor Eman Erdélyi, 2002)
- Prečo sa smrtka smeje (2003)
- Rozprávky z čiernej Afriky (2004) Cena Bibiany za najlepšiu detskú knihu
- zbierka poviedok Liečiteľ (2006).

1. 1 2  Чеська національна авторитетна база даних